# 6364 Casarini
6364 Casarini (1981 ET) là một tiểu hành tinh vành đai chính được phát hiện ngày 5 tháng 3 năm 1981 bởi H. Debehogne và G. De Sanctis ở Đài thiên văn Nam Âu.